# The Hustler
The Hustler is een Amerikaanse film uit 1961 van regisseur Robert Rossen. De hoofdrollen worden vertolkt door Paul Newman, George C. Scott, Jackie Gleason en Piper Laurie. De film is een verfilming van het gelijknamige boek van Walter S. Tevis uit 1959. De film zorgde voor een opleving van het spelen van pool in de VS. De film won twee Oscars en twee BAFTA's. In 1997 werd The Hustler opgenomen in de United States National Film Registry van het Library of Congress.

## Verhaal
"Fast" Eddie Felson is een talentvolle poolspeler. Hij bezoekt verschillende poolzalen en cafés, waar hij doet alsof hij niet kan poolen. Vervolgens speelt hij om veel geld en wint hij toch, waardoor hij snel veel geld verdient.
Deze vorm van bedrog bezorgt hem al gauw een reputatie binnen het poolcircuit. Bijna niemand wil het tegen Eddie opnemen, maar dat is geen probleem voor de zelfverzekerde Eddie. Hij wil het opnemen tegen de beste poolspeler, de legendarische Minnesota Fats. Meer dan 24 uur lang spelen ze een wedstrijd tegen elkaar. Eddie gaat ten onder aan drank en een overdosis zelfvertrouwen. Minnesota Fats speelde het spel sluw en won met de hulp van zijn geldschieter Bert Gordon een hoop geld.
Eddie heeft geen geld meer en vertoont tekenen van zelfdestructief gedrag. Hij heeft een drankprobleem en leert Sarah Packard kennen. Zij bevindt zich in hetzelfde ellendige straatje als Eddie. Samen beginnen ze een relatie waarin ze vooral moeten leren met zichzelf om te gaan. Terwijl Sarah probeert op het goede pad te blijven, begint Eddie samen te werken met de arrogante geldwolf Bert.
Eddie kan geen kant meer uit en moet alles doen wat Bert van hem verlangt. Dit leidt tot ruzie tussen Sarah en Eddie, die nu verplicht wordt een kant te kiezen tussen zijn geliefde en zijn passie. Sarah kan het niet meer aanzien en pleegt uiteindelijk zelfmoord. Dit doet de ogen van Eddie opengaan en hij beseft dat hij Bert moet laten vallen.
In een ultieme confrontatie met Minnesota Fats probeert Eddie zich te verlossen van al zijn zonden. Hij speelt de beste wedstrijd uit zijn leven en wint. Maar omdat hij Bert heeft laten stikken, is er wel nog een keerzijde aan de medaille: Eddie is zijn reputatie verloren, waardoor hij zich nooit meer in een poolzaal kan laten zien.

## Rolverdeling
| Acteur              | Personage         |
| ------------------- | ----------------- |
| Paul Newman         | Fast Eddie Felson |
| Piper Laurie        | Sarah Packard     |
| George C. Scott     | Bert Gordon       |
| Jackie Gleason      | Minnesota Fats    |
| Myron McCormick     | Charlie Burns     |
| Michael Constantine | Big John          |
| Murray Hamilton     | Findley           |

## Scenario
De roman van Tevis was een success en er werd geaasd op de filmrechten. Frank Sinatra bijvoorbeeld nam een optie, maar zag er vanaf omdat het boek moeilijk te verfilmen bleek. Pool is een technisch spel en niet iedereen is bereid anderhalf tot twee uur te kijken naar twee mannen die aan het biljarten zijn met veelkleurige ballen. Scenarist/producent en regisseur Robert Rossen wilde een andere aanpak. De nadruk lag in zijn scenario niet op het spelen van pool, maar op menselijke verhoudingen. Hij zag het spelen van pool als een metafoor voor een mens die wordt verpletterd tussen de krachten van ‘winnen en verliezen’. Rossen was in zijn jeugd een fanatiek poolspeler en had er zelfs een toneelstuk over geschreven "Corner Pocket". Net als Eddie, het hoofdpersonage, was Rossen ook een oplichter, die eerst deed of hij slecht speelde om vervolgens genadeloos toe te slaan. Hij nam een optie op de filmrechten en schreef samen Sidney Carroll een script. Er was nog een andere metafoor in hun script. Rossen was in de jaren dertig/veertig, een aanhanger van de Communistische Partij in de VS. Hij werd opgeroepen om te getuigen voor de House Committee on Un-American Activities of HUAC, die was ingesteld om te onderzoeken of het communisme Hollywood vergiftigde. Aanvankelijk weigerde Rossen mee te werken aan het onderzoek, maar zwichtte uiteindelijk onder de dreiging van gevangenisstraf en noemde verschillende collega’s die volgens hem communist waren.

## Casting
Rossen wilde graag Paul Newman voor de film, maar die was niet beschikbaar. Hij ging met Elizabeth Taylor spelen in de film Two for the Seesaw. De namen van verschillende acteurs circuleerden. Jack Lemmon en Tony Curtis weigerden de rol, maar Clift Robertson en Bobby Darin werden gezien als serieuze kandidaten. Uiteindelijk besloot Rossen om in zee te gaan met Darin, maar toen bleek Newman plotseling weer beschikbaar. Elizabeth Taylor was nog lang niet klaar met de opnames van Cleopatra en gaf haar rol in Two fort he Seesaw op. Newman las het script en nadat hij halverwege was, belde hij al met Rossen dat hij Fast Eddie wilde spelen. Two for the Seesaw zou uiteindelijk worden gemaakt met Robert Mitchum en Shirley MacLaine. Noch Bobby Darin, noch zijn agent werd ingelicht over het feit dat Darrin de hoofdrol in The Hustler kwijt was. Tijdens een paardenrace vertelde iemand dat Paul Newman Fast Eddie ging spelen. Voor de rol van Sarah Packard deden veel actrices auditie, waaronder Kim Novak en Carol Eve Rossen. Uiteindelijk werd Piper Laurie uitverkoren. Na deze film was Piper Laurie voor een periode van zo'n 15 jaar in geen enkele film meer te zien. Ze keerde terug naar het grote scherm met de film Carrie (1976) van Brian De Palma. Haar rol in die film leverde haar een tweede Oscarnominatie op.

## Productie

### Opnamen
Met een budget van bijna twee miljoen dollar maakte regisseur Robert Rossen zes weken lang filmopnamen tussen maart – mei 1961. Vrijwel alle opnamen, afgezien van wat shots bij de Union terminal in Los Angeles, werden gemaakt in New York. De meeste scènes werden opgenomen in twee poolhallen: McGirr's en Ames Billiard Academy bij Times Square. Beide gelegenheden bestaan niet meer. Bij Ames werden de meeste scènes opgenomen tussen Fats en Eddie. Andere opnamen werden gemaakt in een woning op East 82nd Street (als het huis van het personage Findley in Louisville). Bij het Manhattan Greyhound-busstation bouwde de studio een eetgelegenheid die zo levensecht was dat sommige echte passagiers van de Greyhoundbussen er naar binnen stapten om eten te bestellen. Om de film zo authentiek mogelijk te maken huurde Rossen rondhangende straatbendes in, maakte ze lid van de acteursvakbond en liet ze figureren in de poolhallen. Tijdens de opnames en met name als de acteurs in beeld zijn, plaatsten zij zelf de stoten op de ballen, dit was nodig omdat de scènes werden opgenomen met een breedbeeldcamera waarbij de acteur en het poolshot gelijktijdig te zien zijn. Cameraman Eugen Schüfftan schoot de scènes in Cinemascope, een procedé dat was ontwikkeld voor weidse landschappen, actiefilms en epische films.

### Acteurs
Rossen huurde poolkampioen Willy Mosconi in als adviseur en stand in voor de acteurs, met name voor de moeilijke poolshots. Acteur Jackie Gleason was een ervaren poolspeler, terwijl hoofdrolspeler Paul Newman fanatiek trainde om het poolspel onder de knie te krijgen. Hij liet zelfs een deel van het meubilair van zijn huis opslaan om ruimte te maken voor een pooltafel. Ook reed hij elke avond naar een High School in New York om te oefenen onder de leiding van Mosconi. Die liet Newman ook zien hoe een professionele poolspeler zich door een poolhal beweegt Uiteindelijk kreeg hij het spel zo goed onder de knie dat hij Gleason uitdaagde voor een weddenschap van 50 dollar per spel. Hoewel beide acteurs vrienden waren geworden tijdens de opnamen, spaarde Gleason de jongere Newman niet en wist alle 15 ballen te scoren. Als sportief verliezer betaalde Newman zijn gokschuld in de vorm van 5000 centen. Gleason speelde een professionele poolspeler met de naam Minnesota Fats. Hij ging voor de rol net zo goed gekleed als adviseur Willie Mosconi, en net als de laatste was het personage van Fats speelde Gleason soepel en met een diepe concentratie. Hoewel de handen van Mosconi overal in de film te zien zijn, komt hij zelf alleen voor als de man die de score bijhoudt tijdens de wedstrijd tussen Fats en Eddie. Een van de moeilijkste storen die Mosconi maakte was een masseerbal waarbij hij met één bal (de cue bal) twee andere ballen in dezelfde pocket schiet. In de film hinkt het personage Sarah. Actrice Piper Laurie oefende deze lichte handicap door steentjes in haar schoen te doen. Al snel liet ze deze hulpmiddelen schieten, omdat Rossen niet wilde dat de handicap te duidelijk te zien zou zijn en de aandacht zou afleiden.

### Montage
Een aantal scènes sneuvelde in de montage, zoals de scène waarin Preacher praat met Bert in Johnny’s Bar en waaruit blijkt dat eerstgenoemde een junkie is. Ook verdwenen er een aantal scènes waarin pool wordt gespeeld omdat Rossen tijdens de opnames besloot om het liefdesverhaal tussen Eddie en Sarah uit te breiden. De montage was in handen van Dede Allen die kon beschikken over een ruim aanbod aan scènes. Rossen hield er van om van allerlei hoeken opnames te maken en gaf daarmee Allen de kans om voldoende variatie in de film te brengen. Newman was heel boos nadat Rossen en Allen besloten een scène te schrappen waarin Newman een hartstochtelijke speech houdt in een poolhal. Beiden vonden dat de scène de vaart uit de film haalde. Volgens Newman was het een van zijn beste acteerprestaties en kostte het verwijderen van de scène hem de Oscar. 20th Century Fox had grote financiële problemen vanwege de opnames van de film Cleopatra die steeds meer ging kosten en maar niet af kwam. Om die reden werden andere films die ze gelijktijdig maakten al beknibbeld en kreeg Rossen te horen dat de film snel klaar moest zijn en het liefst zo winstgevend mogelijk. Ze probeerden zoveel mogelijk poolscènes weg te laten snijden omdat volgens hen vrouwen niets van het poolspel begrepen. Maar een groepje fans (waaronder acteur Richard Burton) begonnen een lobby voor de film, waarna Fox zijn kritiek introk en zelfs meer promotie maakten.

## Vervolg
Regisseur Martin Scorsese heeft met The Color of Money (1986) een vervolg op deze film gemaakt, waarin Eddie Felson (opnieuw gespeeld door Paul Newman) een jonge, talentvolle poolspeler (Tom Cruise) de fijne kneepjes van het vak probeert bij te brengen.

## Prijzen
Oscars (1962)
- Gewonnen - Oscar for Best Cinematography, Black-and-White - Eugen Schüfftan
- Gewonnen - Oscar for Best Art Direction / Set Decoration, Black-and-White - Harry Horner, Gene Callahan
- Genomineerd - Oscar for Best Picture - Robert Rossen
- Genomineerd - Oscar for Best Director - Robert Rossen
- Genomineerd - Oscar for Best Actor in a Leading Role - Paul Newman
- Genomineerd - Oscar for Best Actress in a Leading Role - Piper Laurie
- Genomineerd - Oscar for Best Actor in a Supporting Role - George C. Scott
- Genomineerd - Oscar for Best Actor in a Supporting Role - Jackie Gleason
- Genomineerd - Oscar for Best Writing, Screenplay Based on Material from Another Medium - Robert Rossen, Sidney Carroll

Golden Globes (1962)
- Genomineerd - Golden Globe for Best Motion Picture Actor - Drama - Paul Newman
- Genomineerd - Golden Globe for Best Supporting Actor - George C. Scott
- Genomineerd - Golden Globe for Best Supporting Actor - Jackie Gleason

BAFTA Awards (1962)
- Gewonnen - BAFTA for Best Film from any Source (USA)
- Gewonnen - BAFTA for Best Foreign Actor (USA) - Paul Newman
- Genomineerd - BAFTA for Best Foreign Actress (USA) - Piper Laurie